# Vanguardia Comunista
El Partido Comunista (marxista-leninista) más conocido por su nombre fundacional Vanguardia Comunista, fue un partido comunista argentino fundado el 5 de abril de 1965 como ruptura del Partido Socialista.

## Historia
Tras la ruptura del Partido Socialista Argentino de Vanguardia (PSAV) por parte de un sector mayoritario de dicho partido, se funda el 5 de abril de 1965 Vanguardia Comunista liderado por Elías Semán que adopta el marxismo-leninismo-maoísmo convirtiéndose en el primer partido maoísta en la República Argentina. Esta ruptura ideológica interna entre los partidarios de una teoría revolucionaria —entre los que se encontraba VC— y los partidarios de las vías reformistas, dio lugar también a otros dos sectores del antiguo PSAV que constituyeron más tarde el partido Vanguardia Popular y el Partido Comunista Maoísta (PCM) por fuera de VC.
Vanguardia Comunista, bajo la dirección de Elías Seman —quien sería su primer Secretario—, Roberto Cristina y Rubén Kriscautzky entre otros, incorporan a su organización a un grupo de militantes con presencia en Rosario, en el Litoral y otras regiones nacioneles dirigido por Mario Hugo Geller llamado Organización Marxista Leninista, extendiéndose de esta forma en las principales provincias del país su presencia.
En 1976, en su II Congreso, Vanguardia Comunista adopta el nombre de Partido Comunista Marxista Leninista (PCML).
En la actualidad el Partido de la Liberación se considera sucesor del partido.